# 8. Division (Deutsches Kaiserreich)
Die 8. Division, für die Dauer des mobilen Verhältnisses auch als 8. Infanterie-Division bezeichnet, war ein Großverband der Preußischen Armee.

## Gliederung
Die Division war Teil des IV. Armee-Korps.

### Deutscher Krieg
- 15. Infanterie-Brigade
  - 1. Thüringisches Infanterie-Regiment Nr. 31
  - 3. Thüringisches Infanterie-Regiment Nr. 71
- 16. Infanterie-Brigade
  - 4. Thüringisches Infanterie-Regiment Nr. 72

### Friedensgliederung 1914
- 15. Infanterie-Brigade in Halle (Saale)
  - Füsilier-Regiment „General-Feldmarschall Graf Blumenthal“ (Magdeburgisches) Nr. 36 in Halle (Saale) und Bernburg (II. Bataillon)
  - Anhaltisches Infanterie-Regiment Nr. 93 in Dessau und Zerbst (II. Bataillon)
- 16. Infanterie-Brigade in Torgau
  - 4. Thüringisches Infanterie-Regiment Nr. 72 in Torgau und Eilenburg (III. Bataillon)
  - 8. Thüringisches Infanterie-Regiment Nr. 153 in Altenburg und Merseburg (III. Bataillon)
- 8. Kavallerie-Brigade in Halle (Saale)
  - Kürassier-Regiment „von Seydlitz“ (Magdeburgisches) Nr. 7 in Halberstadt und Quedlinburg (1. Eskadron)
  - Thüringisches Husaren-Regiment Nr. 12 in Torgau
- 8. Feldartillerie-Brigade in Halle (Saale)
  - Torgauer Feldartillerie-Regiment Nr. 74 in Torgau und Wittenberg (II. Abteilung)
  - Mansfelder Feldartillerie-Regiment Nr. 75 in Halle (Saale)
- Landwehr-Inspektion Halle (Saale)

### Kriegsgliederung bei Mobilmachung 1914
- 15. Infanterie-Brigade
  - Füsilier-Regiment „General-Feldmarschall Graf Blumenthal“ (Magdeburgisches) Nr. 36
  - Anhaltisches Infanterie-Regiment Nr. 93
  - Magdeburgisches Jäger-Bataillon Nr. 4
- 16. Infanterie-Brigade
  - 4. Thüringisches Infanterie-Regiment Nr. 72
  - 8. Thüringisches Infanterie-Regiment Nr. 153
- 3. Eskadron/Magdeburgisches Husaren-Regiment Nr. 10
- 8. Feldartillerie-Brigade
  - Torgauer Feldartillerie-Regiment Nr. 74
  - Mansfelder Feldartillerie-Regiment Nr. 75
- 2. und 3. Kompanie/Magdeburgisches Pionier-Bataillon Nr. 4

### Kriegsgliederung vom 31. Oktober 1918
- 16. Infanterie-Brigade
  - 4. Thüringisches Infanterie-Regiment Nr. 72
  - Anhaltisches Infanterie-Regiment Nr. 93
  - 8. Thüringisches Infanterie-Regiment Nr. 153
  - 5. Eskadron/Magdeburgisches Husaren-Regiment Nr. 10
- Artillerie-Kommandeur Nr. 8
  - Torgauer Feldartillerie-Regiment Nr. 74
  - I. Bataillon/Reserve-Fußartillerie-Regiment Nr. 1
- Pionier-Bataillon Nr. 118
- Divisions-Nachrichten-Kommandeur Nr. 8

## Geschichte
Der Großverband ging aus der am 5. November 1816 in Erfurt gebildeten Truppen-Brigade hervor und wurde am 5. September 1818 zur 8. Division erweitert. Das Kommando stand in Erfurt und hatte dann von 1901 bis 1919 seinen Sitz in Halle (Saale).

### Gefechtskalender

#### Erster Weltkrieg

##### 1914
- 18. bis 19. August --- Schlacht an der Gete
- 23. bis 24. August --- Schlacht bei Mons
- 25. bis 27. August --- Kämpfe bei Solesmes und Schlacht von Le Cateau
- 28. bis 30. August --- Kämpfe an der Somme
- 03. September --- Gefecht bei Lizy
- 05. bis 9. September --- Schlacht am Ourcq
- 12. bis 28. September --- Kämpfe an der Aisne
- 01. bis 13. Oktober --- Schlacht bei Arras
- 13. Oktober bis 13. Dezember --- Stellungskämpfe in Flandern und Artois
- 14. bis 24. Dezember --- Dezemberschlacht in Französisch-Flandern
- ab 25. Dezember --- Stellungskämpfe in Flandern und Artois

##### 1915
- bis 8. Mai --- Stellungskämpfe in Flandern und Artois
- 09. Mai bis 23. Juli --- Schlacht bei La Bassée und Arras
- 24. Juli bis 24. September --- Stellungskämpfe in Flandern und Artois
- 25. September bis 13. Oktober --- Herbstschlacht bei La Bassée und Arras
- ab 14. Oktober --- Stellungskämpfe in Flandern und Artois

##### 1916

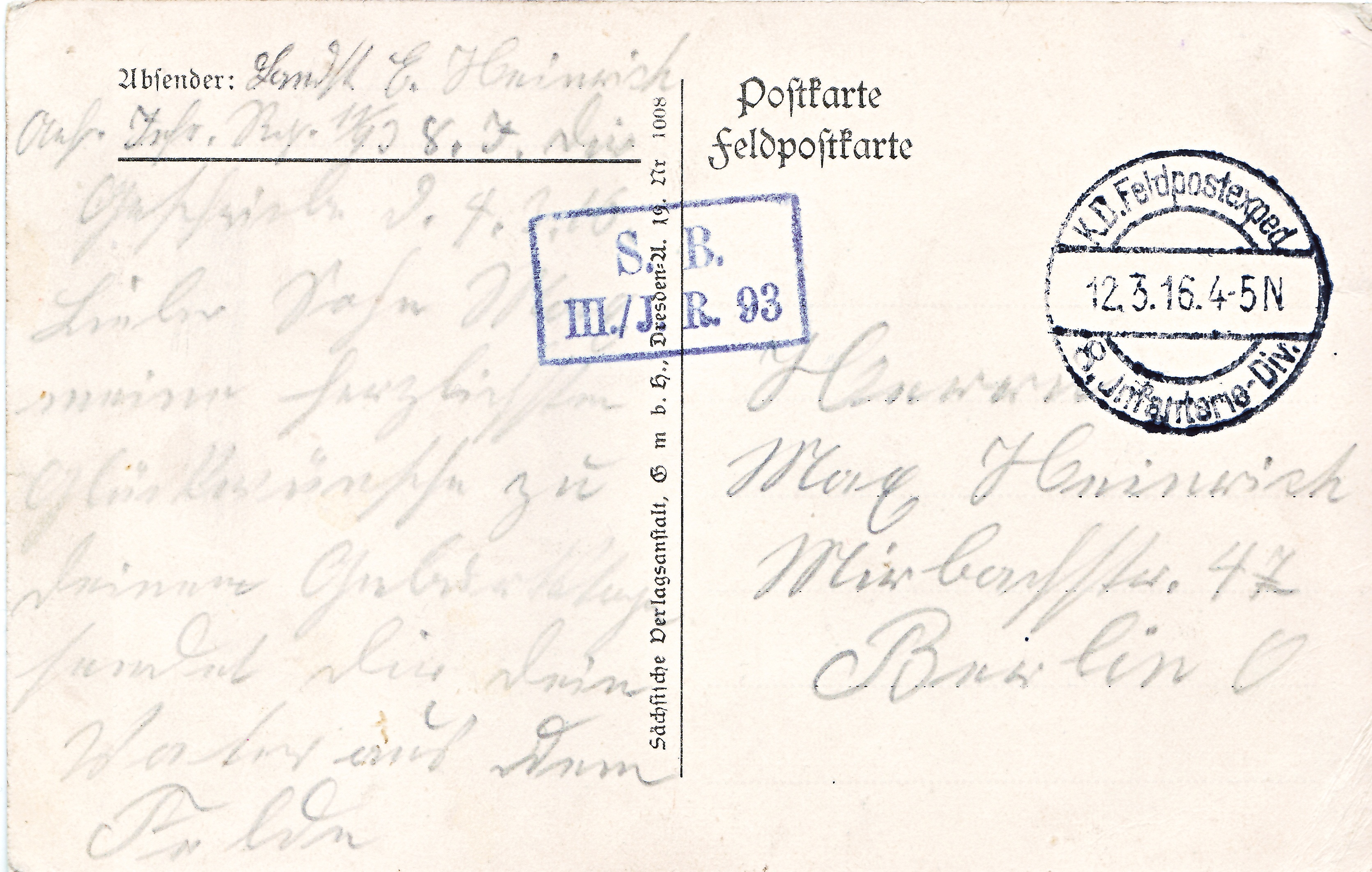
Feldpostkarte, IV.AK/8.Inf.Div.,
Durchgangsstempel III.AK,
Flandern & Artois, März 1916

- bis 23. Juni --- Stellungskämpfe in Flandern und Artois
- 24. Juni bis 7. Juli --- Erkundungs- und Demonstrationsgefechte der 6. Armee
- 07. bis 11. Juli --- Stellungskämpfe in Flandern und Artois
- 14. Juli bis 6. August --- Schlacht an der Somme
- 08. August bis 18. September --- Stellungskämpfe in Flandern und Artois
- 19. September bis 7. Oktober --- Schlacht an der Somme
- ab 8. Oktober --- Stellungskämpfe in Flandern und Artois

##### 1917
- bis 31. Januar --- Stellungskämpfe in Flandern und Artois
- 01. Februar bis 1. April --- Stellungskämpfe in Französisch-Flandern und Artois
- 02. April bis 20. Mai --- Frühjahrsschlacht bei Arras
- 21. Mai bis 5. August --- Stellungskämpfe in Flandern und Artois
- 05. August bis 26. September --- Stellungskämpfe in der Champagne
- 27. September bis 3. Dezember --- Herbstschlacht in Flandern
- ab 4. Dezember --- Stellungskämpfe in Flandern

##### 1918
- bis 31. März --- Stellungskämpfe in Flandern
- 01. bis 30. April --- Stellungskämpfe in Flandern und Artois
- 01. bis 19. Mai --- Stellungskämpfe in Französisch-Flandern und Artois
- 19. Mai bis 18. September --- Stellungskrieg in Flandern
- 22. September bis 8. Oktober --- Abwehrschlacht zwischen Cambrai und St. Quentin
- 09. bis 26. Oktober --- Kämpfe vor und in der Hermannstellung
- 05. bis 11. November --- Rückzugskämpfe vor der Antwerpen-Maas-Stellung
- 12. November bis 19. Dezember --- Räumung des besetzten Gebietes und Marsch in die Heimat

## Kommandeure
| Dienstgrad                   | Name                                    | Datum                                                          |
| ---------------------------- | --------------------------------------- | -------------------------------------------------------------- |
| Generalleutnant              | Ernst Ludwig von Tippelskirch           | 30. Oktober 1825 bis 29. Januar 1827                           |
| Generalleutnant              | Oldwig von Natzmer                      | 30. Januar 1827 bis 29. März 1832                              |
| Generalmajor/Generalleutnant | August von Hedemann                     | 30. März 1840 bis 4. März 1848                                 |
| Generalmajor/Generalleutnant | Ferdinand von Voß-Buch                  | 05. März 1848 bis 27. März 1854                                |
| Generalmajor/Generalleutnant | Karl Albert von Rudolphi                | 21. November 1858 bis 13. Juni 1859                            |
| Generalleutnant              | Karl Albert von Rudolphi                | 19. November 1859 bis 5. Mai 1862                              |
| Generalmajor/Generalleutnant | August von Horn                         | 06. Mai 1862 bis 20. Juli 1866                                 |
| Generalmajor                 | Alexander von Schoeler                  | 15. Juli bis 16. September 1866 (mit der Führung beauftragt)   |
| Generalmajor/Generalleutnant | Alexander von Schoeler                  | 17. September 1866 bis 22. April 1871                          |
| Generalleutnant              | Hans von Schachtmeyer                   | 23. Mai 1871 bis 24. Mai 1875                                  |
| Generalleutnant              | Louis Levin von Rothmaler               | 25. Mai 1875 bis 4. August 1880                                |
| Generalleutnant              | Georg Albert von Schwarzburg-Rudolstein | 05. August bis 24. September 1880 (mit der Führung beauftragt) |
| Generalleutnant              | Georg Karl von Brandenstein             | 25. September 1880 bis 15. November 1882                       |
| Generalleutnant              | Wilhelm von Grolmann                    | 16. November 1882 bis 16. April 1888                           |
| Generalleutnant              | Maximilian von Versen                   | 17. April 1888 bis 5. April 1889                               |
| Generalleutnant              | Wilhelm von Blume                       | 06. April 1889 bis 28. August 1891                             |
| Generalleutnant              | Hugo von Oidtmann                       | 29. August 1891 bis 17. April 1895                             |
| Generalleutnant              | Viktor von Mikusch-Buchberg             | 18. April 1895 bis 4. April 1898                               |
| Generalleutnant              | Julius Heinrich von Gemmingen-Steinegg  | 05. April 1898 bis 24. März 1899                               |
| Generalleutnant              | Cécil von Renthe gen. Fink              | 25. März 1899 bis 17. Mai 1901                                 |
| Generalleutnant              | Maximilian von Prittwitz und Gaffron    | 18. Mai 1901 bis 23. April 1906                                |
| Generalleutnant              | Maximilian Roehl                        | 24. April 1906 bis 21. März 1910                               |
| Generalleutnant              | Albert von Werder                       | 22. März 1910 bis 8. November 1912                             |
| Generalleutnant              | Georg Karl August Hildebrandt           | 19. November 1912 bis 19. März 1915                            |
| General der Infanterie       | Ernst II. von Sachsen-Altenburg         | 20. März bis 30. Mai 1915                                      |
| Generalmajor                 | Thilo von Hanstein                      | 01. Juni 1915 bis 3. April 1916                                |
| General der Infanterie       | Ernst II. von Sachsen-Altenburg         | 04. April bis 30. August 1916                                  |
| Generalleutnant              | Arthur Hamann                           | 31. August 1916 bis 31. März 1919                              |